# فلم إثارة

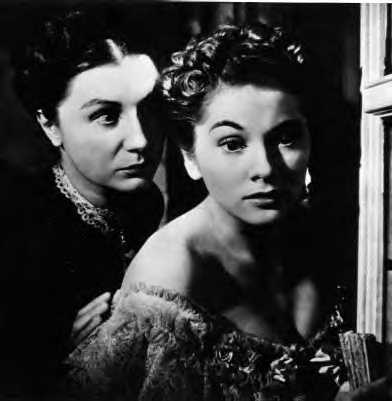
هناك موضوع شائع في فيلم الإثارة يتضمن الضحايا الأبرياء الذين يتعاملون مع الأعداء المختلطين، كما رأينا في فيلم ريبيكا (1940)، حيث تحاول دانفرز إقناع السيدة دي وينتر بالقفز حتى وفاتها.

يعرّف إيريك ر. ويليامز كاتب السيناريو والباحث أفلام الإثارة بصفتها نوعًا من أحد عشر نوعًا فائقًا في تصنيف كتاب السيناريو الخاص به، مدعيًا أن جميع الأفلام الروائية الطويلة يمكن تصنيفها حسب هذه الأنواع الفائقة. الأنواع العشرة الأخرى هي الحركة، الجريمة، الفانتازيا، الرعب، الرومانسي، الخيال علمي، فترة الحياة، الرياضة، الحرب والويسترن. عادة ما تُدمج أفلام الإثارة مع أنواع أخرى فائقة. تشمل الأنواع المدمجة عادةً: أفلام الحركة والإثارة والخيال العلمي والإثارة. تشترك أفلام الإثارة أيضًا في علاقة وثيقة مع أفلام الرعب، وكلاهما يثير التوتر. في الحبكات حول الجريمة، تركز أفلام الإثارة بشكل أقل على المجرم أو المخبر وأكثر على توليد الإثارة. تشمل الموضوعات المشتركة، الإرهاب والتآمر السياسي والمطاردة والمثلثات الرومانسية التي تؤدي إلى القتل.
في عام 2001، اختار المعهد الأمريكي للأفلام أفضل 100 فيلم أمريكي مثير جدًا ويحفز الأدرينالين في كل العصور. كان يجب أن تكون الأفلام المرشحة 400 فيلم أمريكي الصنع «بعثت وأغنت التراث السينمائي الأمريكي». كما طلب المعهد الأمريكي للأفلام من المقيّمين النظر في التأثير الكلي الذي يحفز الأدرينالين لفن الفيلم وحرفته.

## خلفية تاريخية

### عشرينيات وثلاثينيات القرن العشرين
كان من أوائل أفلام الإثارة فيلم هارولد لويد الكوميدي بعنوان سيفتي لاست! (1923)، وفيه شخصية تؤدي ألعاب بهلوانية جريئة على جانب ناطحة سحاب. كان أول فيلم إثارة لألفريد هيتشكوك هو فيلمه الصامت الثالث، ذا لودجر: ستوري أوف لندن فوغ (1926)، يحكي قصة جاك السفاح المشوقة. فيلمه المثير التالي كان فيلم بلاكميل (1929)، أول فيلم صوتي له ولبريطانيا. تشمل أفلامه المثيرة في الثلاثينيات من القرن الماضي ذا مان هو نيو تو ماتش (1934) وذا 39 ستيبس (1935) وذا ليدي فانيشز (1938)، وصُنِف الأخيران من بين أعظم الأفلام البريطانية في القرن العشرين.
كان من أوائل أفلام التجسس فيلم سبايز لفرتيز لانغ (1928)، وهو أول إنتاج مستقل للمخرج، وفيه متآمر دولي أناركي وشخصية تجسس إجرامية تدعى حاجي (رودولف كلاين روج)، الذي يلاحقه العميل الخيّر رقم 326 (ويلي فريتش)، كان الفيلم مصدر إلهام لأفلام جيمس بوند المستقبلية. الفيلم الألماني إم (1931)، من إخراج فريتز لانغ، أدى بيتر لوري فيه دور البطولة (في أول دور سينمائي له) باعتباره مجرمًا منحرفًا يفترس الأطفال.

### أربعينيات وستينيات القرن العشرين
واصل هيتشكوك أعماله المثيرة، إذ أخرج فورين كوريسبوندنت (1940)، وفيلم ريبيكا الحائز على جائزة الأوسكار (1940)، ساسبيشن (1941)، سابوتيور (1942)، شادو أوف داوت (1943)، والتي كانت مجموعة هيتشكوك الشخصية المفضلة. تشمل الأفلام البارزة غير التي أخرجها هيتشكوك في الأربعينيات من القرن العشرين ذا سبيرال ستيركيس (1946) وسوري، رونغ نمبر (1948).
في أواخر الأربعينيات من القرن العشرين، أضاف هيتشكوك تكنيكولور إلى أفلامه المثيرة، وألحقها بمواقع غريبة. كان أول فيلم تكنيكولور لهيتشكوك هو روب (1948). وصل إلى ذروة مسيرته المهنية بسلسلة من الأفلام الكلاسيكية مثل سترينجرز أون ترين (1951) ودايال إم فور موردر (1954)، راي ميلاند، رير ويندو (1954) وفيرتيجو (1958). تشمل أفلام الإثارة التي لا تنتمي لهيتشكوك في الخمسينيات من القرن العشرين ذا نايت أوف ذا هنتر (1955)؛ الفيلم الوحيد لتشارلز لوتون كمخرج، وفيلم لاجريمة المثير لأورسون ويلز تاتش أوف إيفل (1958).
أظهر فيلم المخرج مايكل باول بيبنغ توم (1960) كارل بوم كمصور سيكوباتي. بعد أفلام هيتشكوك الكلاسيكية في خمسينيات القرن العشرين، أنتج فيلم سايكو (1960) عن مالك فندق متعلق بأمه جدًا ومحنط وحيد. كان فيلم جيه لي تومسون، كيب فير (1962)، ببطولة روبرت ميتشوم، حول محتال سابق مهدد يسعى للانتقام. كان الفيلم المشهور وقت صدوره هو ويت أنتل دارك (1967) للمخرج تيرينس يونغ، تظهر فيه أودري هيبور كامرأة عمياء ضحية في شقتها في مانهاتن.

### سبعينيات وثمانينيات القرن العشرين
شهدت السبعينيات زيادة في العنف في أفلام الإثارة، بدءًا من فيلم المخرج الكندي تيد كوتشيف ووك إن فرايت (1971)، والذي تداخل تقريبًا بصورة كاملة مع نوع الرعب، وفيلم فرينزي (1972)، أول فيلم بريطاني لهيتشكوك منذ ما يقرب من عقدين، والذي حصل على تصنيف R لمشهد الخنق الوحشي والواضح.
من أوائل الأفلام التي تدور حول هوس أحد المعجبين بشكل مزعج بالفنان كان الفيلم الأول للمخرج كلينت ايستوود، بلاي ميستي فور مي (1971)، حول مغني في كاليفورنيا الذي تلاحقه مستمعة مضطربة (جيسيكا والتر). يتبع فيلم جون دورما ديليفرانس (1972) المصير المحفوف بالمخاطر لأربعة رجال أعمال جنوبيين خلال رحلة نهاية الأسبوع. في فيلم فرانسيس فورد كوبولا ذا كونفيرزيشن (1974)، كشف خبير أجهزة التنصت (جين هاكمان) بشكل منهجي عن جريمة قتل سرية أثناء تجسسه هو نفسه.
يحكي فيلم آلان باكولا ذا بارلاكس فيو (1974) عن مؤامرة، قادتها شركة بارالاكس، تحيط باغتيال المرشح الرئاسي السناتور الأمريكي الذي شهده المراسل الاستقصائي جوزيف فرادي (وارن بيتي). اقترح فيلم الخيال العلمي المثير لبيتر هيام كابيكورن ون (1978) مؤامرة حكومية لتزييف المهمة الأولى إلى المريخ.
عادة ما كان لدى بريان دي بالما ثيمات عن الذنب والتلصص والبارانويا والهوس في أفلامه، بالإضافة إلى عناصر الحبكة مثل قتل الشخصية الرئيسية في وقت مبكر، وتبديل وجهات النظر، وتسلسلات تشبه الحلم. تشمل أفلامه البارزة سيسترز (1973)، أوبسيشن (1976)، الذي كان مستوحى قليلًا من فريتيجو؛ دريسد تو كيل (1980)؛ وفيلم الاغتيال المثير بلو آوت (1981).

### تسعينيات القرن العشرين حتى الآن
في أوائل التسعينيات، كان لأفلام الإثارة عناصر متكررة من الهوس وحصار الأبطال الذين يجب أن يجدوا طريقة للهروب من براثن الشرير، أثرت هذه العناصر على عدد من أفلام الإثارة في السنوات التالية. أظهر فيلم روب راينر ميزري (1990)، المأخوذ عن كتاب لستيفن كينج، كاثي بيتس كمعجبة غير متوازنة ترهب مؤلفًا عاجزًا (جيمس كان) الذي يخضع لرعايتها. تشمل الأفلام الأخرى فيلم كيرتس هانسون ذا هاند ذات روكس ذا كرادل (1992) وأنلوفول إنتري (1992)، من بطولة راي ليوتا.
كانت مطاردة المحققين/عملاء مكتب التحقيقات الفيدرالي (إف بي آي) لقاتل متسلسل من الأفكار الشائعة الأخرى في التسعينيات. أحد الأمثلة الشهيرة هو فيلم الجريمة المثير لجوناثان ديمي ذا سايلنس أوف ذا لامبس (1991)، وفيه تنخرط عميلة مكتب التحقيقات الفيدرالي الشابة كلاريس ستارلينج (جودي فوستر) في صراع نفسي مع طبيب نفساني من آكلي لحوم البشر يدعى هانيبال ليكتر (أنتوني هوبكنز) أثناء تعقب القاتل المتسلسل بافالو بيل، وفيلم الجريمة المثير لديفيد فينشر سيفين (1995)، حول البحث عن قاتل متسلسل يعيد تمثيل الخطايا السبع المميتة.
ومن الأمثلة البارزة الأخرى فيلم الإثارة النفسي الجديد لمارتن سكورسيزي شاتر آيلاند (2010)، إذ يتعين على المارشال الأمريكي التحقيق في منشأة للأمراض النفسية بعد اختفاء أحد المرضى لسبب غير مفهوم.
في السنوات الأخيرة، غالبًا ما تداخلت أفلام الإثارة مع نوع الرعب، إذ كان هناك المزيد من العنف السادي والوحشية والرعب والمشاهد المخيفة. تشمل الأفلام الأخيرة التي حدث فيها ذلك ديستوربيا (2007) وإيدين ليك (2008) وذا لاست هاوس أون ذا ليفت (2009) و بي2 (2007) وكابتيفيتي (2007) و فاكانسي (2007) وكوايت بليس (2018). أصبحت مشاهد الحركة أيضًا أكثر تفصيلًا في نوع الإثارة. انتقلت أفلام مثل أنّون (2011) وهوستيج (2005) وسيلولار (2004) إلى نوع الحركة.